# Lukáš Pollert
Lukáš Pollert, né le 24 mars 1970 à Prague, est un céiste tchèque pratiquant le slalom.

## Palmarès

### Jeux olympiques
- 1992 à Barcelone,  Espagne
  -  Médaille d'or en C-1 slalom
- 1996 à Atlanta,  États-Unis
  -  Médaille d'argent en C-1 slalom [1]

### Championnats d'Europe de slalom
- 2000 à Mezzana
  -  Médaille d'argent en C1 par équipe
  -  Médaille de bronze en C1